# تعاون أفقي

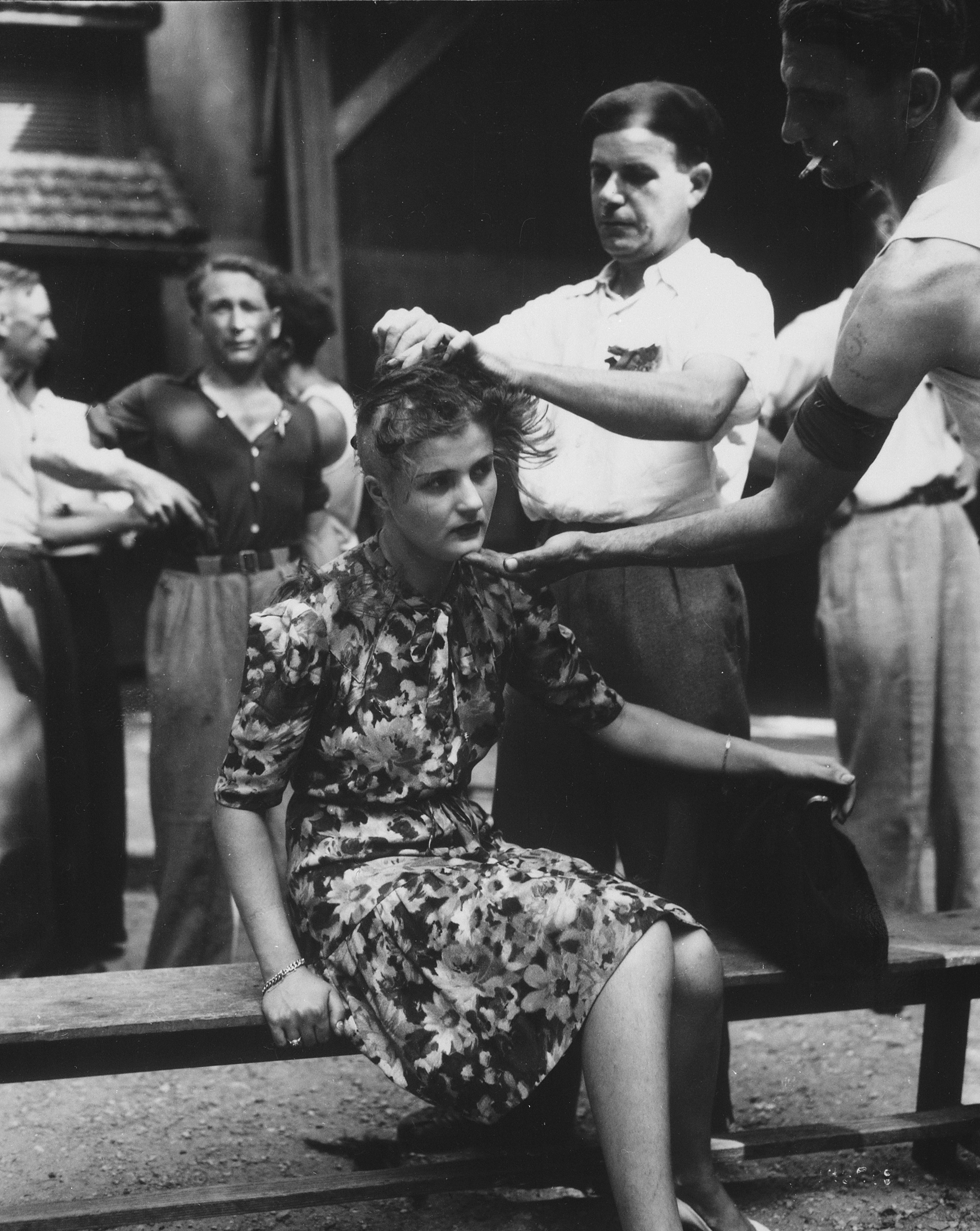
حلق رأس المرأة عقاباً على تعاونها الأفقي، منطقة مونتيليمار، أغسطس 1944.

يشير مُسمى التعاون الأفقي (بالفرنسية: "Collaboration horizontale" أو التعاون النسائي "collaboration féminine" أو التعاون العاطفي "collaboration sentimentale") إلى العلاقات العاطفية أو الجنسية التي كانت تربط العديد من النساء الفرنسيات، أو زُعم أنها تربطهن، مع أفراد قوات الاحتلال الألمانية بعد معركة فرنسا في 1940. ولدى بدأ تحرير فرنسا من الاحتلال الألماني في 6 يونيو 1944، كانت النساء تعاقب كمتعاونات مع المحتلين الألمان غالباً.
وبعد الحرب، جرى حلاقة رؤوس النساء المتهمات بالتعاون تماماً، عبر أنحاء فرنسا. وفي كثير من الحالات التي بلغت زهاء 20.000 حالة، قدمت النساء المتهمات خدمات مهنية فقط للمحتلين الألمان، أكثر من التورط معهم في علاقات جنسية. ونظراً لحلاقة الرأس في الأماكن العامة المستخدمة لمعاقبة النساء اللواتي يعتقد أنهن تعاونوا مع الاحتلال، إضافة إلى وجود العديد من المصورين الأجانب في فرنسا فيما ما بعد الحرب، فقد التُقطت آلاف الصور لنساء تتعرض لهذه العقوبة.
يُعتقد أنه نتج عن «التعاون الأفقي» 20,0000 طفل فرنسي من آباء ألمان. ومنذ 2009، عرضت ألمانيا على هؤلاء الأطفال من «الضفة الأخرى لنهر الراين» حق المواطنة، بعد ضغط وزير الخارجية الفرنسي برنار كوشنار للاعتراف بهم.

## تصويره في السينما
كشفَ فيلم هيروشيما حُبي، أن البطلة (المجهولة) تعرضت لحلق رأسها كعقاب على التعاون الأفقي. كما استوحى فيلم تعاون أفقي الذي صدر في 2010 هذه الظاهرة أيضاً.